# Alien Weaponry
Alien Weaponry est un groupe néo-zélandais de heavy metal, originaire d'Auckland, et basé à Waipu. Le groupe est composé du batteur Henry de Jong, du guitariste Lewis de Jong et, depuis août 2020, du bassiste Tūranga Morgan-Edmonds. Les trois membres ont des ancêtres Māori et un certain nombre de leurs chansons sont écrites et interprétées en langue maori.

## Histoire

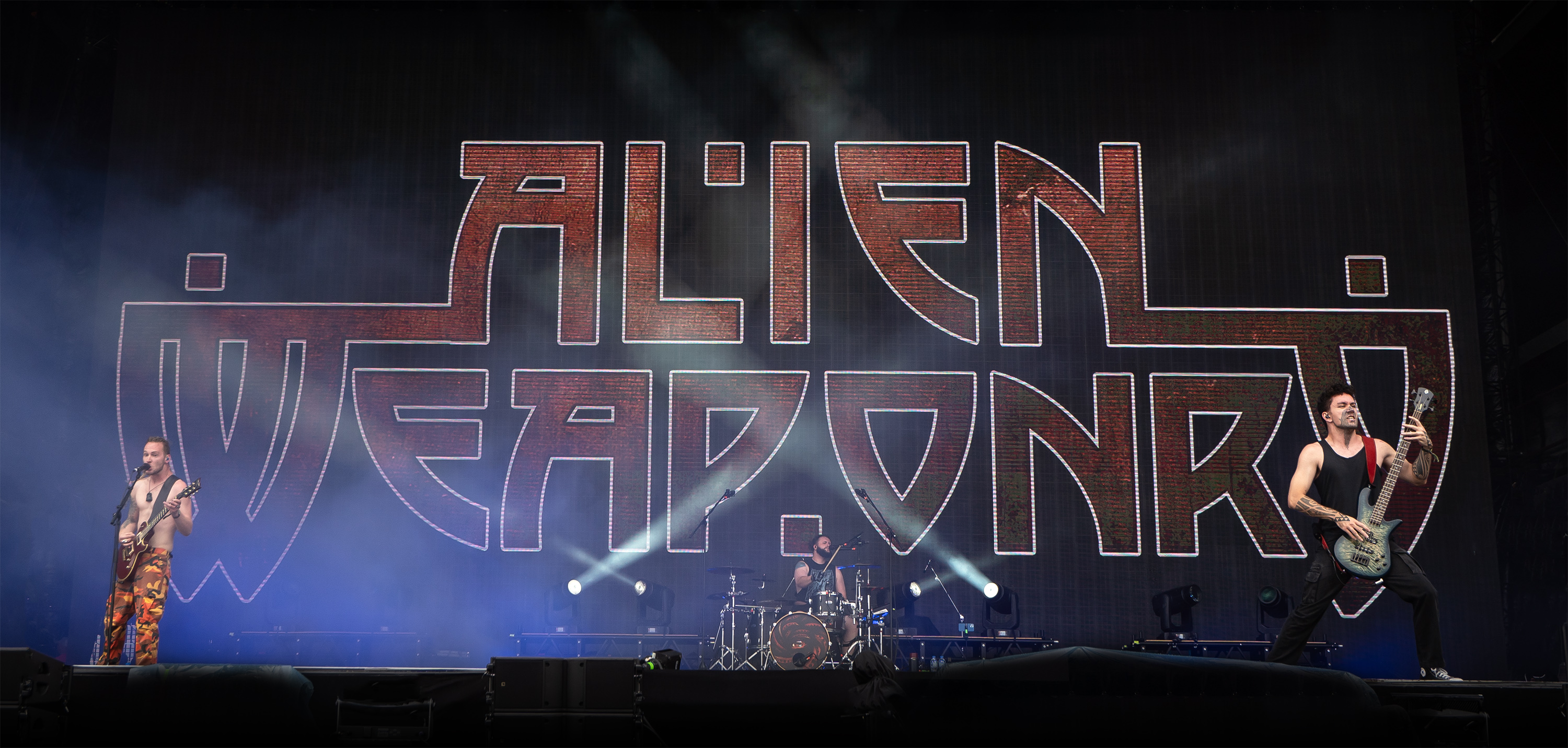
Alien Weaponry au Hellfest en 2024.

Alien Weaponry est formé en 2010 à Auckland par deux frères, le batteur Henry Te Reiwhati de Jong et le guitariste/chanteur Lewis Raharuhi de Jong, âgés respectivement de 10 et 8 ans,. Leur mère et leur grand-père paternel sont d'origine néerlandaise, et leur père et leur grand-mère paternelle sont Maoris. Leurs liens tribaux sont avec Ngāti Pikiao et Ngāti Raukawa. Les frères ont nommé le groupe Alien Weaponry après avoir vu le film District 9. Après avoir déménagé dans la petite ville de Waipu, ils sont rejoints par le bassiste Ethan Trembath en avril 2013. Trembath remplace Wyatt Channings qui avait brièvement joué de la basse pour le groupe l'année précédente. Le groupe est géré par le père des garçons de Jong, Niel, lui-même musicien de rock expérimenté et ingénieur du son, qui remplit également le rôle d'ingénieur du son lors des tournées. Leur mère Jette est également impliquée dans le groupe, s'occupant des tournées et jouant le rôle de publiciste.
En 2016, le groupe remporte les finales nationales de Smokefreerockquest et Smokefree Pacifica Beats - le seul groupe à avoir jamais remporté les deux événements, après avoir été deuxième lors du Smokefree Rockquest de 2015 et finaliste régional pendant quatre années consécutives. Le groupe tourne également avec le groupe néo-zélandais Devilskin lors de leur tournée We Rise en 2014, et se produit au Powerstation en soutien à Shihad en mai 2015,. Alien Weaponry serait le plus jeune groupe à avoir reçu un financement de New Zealand on Air avec leur chanson Rū Ana Te Whenua en octobre 2015. Ils ont reçu une subvention de 10 000 dollars néo-zélandais pour terminer l'enregistrement de leur chanson et produire une vidéo en 2015, puis deux autres subventions On Air de 10 000 dollars néo-zélandais en 2016 pour enregistrer leurs singles Uruta et Raupatu et produire des clips. En 2016, le groupe est désigné par le magazine britannique Metal Hammer comme l'un des 10 meilleurs groupes de metal néo-zélandais.
Le groupe effectue sa première tournée en Europe et en Amérique du Nord au cours de la seconde moitié de l'année 2018, se produisant en première partie de Ministry lors de leur tournée américaine. Pendant leur tournée européenne, ils se produisent dans plusieurs grands festivals de musique, notamment MetalDays, et Wacken Open Air, le plus grand festival de heavy metal au monde. En 2019, ils effectuent une nouvelle tournée en Europe et en Amérique du Nord. Le bassiste Ethan n'étant pas disponible pour la dernière étape américaine de la tournée, car il choisit de retourner en Nouvelle-Zélande pour terminer ses examens de lycée, le bassiste Bobby Oblak remplit le rôle. Le groupe avait déclaré qu'il avait pour objectif de se produire à Wacken avant qu'Henry, le batteur, n'atteigne l'âge de 20 ans. Ils y parviennent, Henry n'ayant que 18 ans au moment de leur prestation.
Le 17 février 2019, le groupe (aux côtés de Radio New-Zealand) publie une série documentaire en dix parties intitulée : Alien Weaponry Shake Europe, qui documente leur tournée européenne de l'année précédente En décembre 2018, Holding My Breath devient la chanson thème officielle de NXT TakeOver : Phoenix (série d'émissions spéciales produites par la WWE mettant en vedette la marque NXT).
Le 19 août 2020, le départ du bassiste Ethan Trembath est annoncé, et il est remplacé par un ami de lycée Tūranga Morgan-Edmonds, également Maori, de Ngāti Rārua, Ngāti Wai et Ngāti Hine. Dans une déclaration vidéo officielle, Ethan Trembath explique que la raison de son départ du groupe était : « la santé et mon propre bonheur », ainsi que le fait d'être loin de la maison et de poursuivre une carrière en faisant de la musique en studio. Le 10 septembre 2020, le groupe annonce qu'il transférait son management au Rick Sales Entertainment Group, basé à Los Angeles. Rick Sales est le manager de longue date de Slayer et représente également d'autres groupes de metal notables tels que Gojira, Mastodon et Ghost dans son petit portefeuille exclusif. Niel de Jong a continué à jouer le rôle de directeur de production et d'ingénieur de façade sous le pseudonyme de Hammerhead.
En janvier 2021, Alien Weaponry apparaît en couverture du magazine britannique Metal Hammer avec le slogan « Meet the Future of Metal ». Le groupe fait l'objet d'un article dans le journal The Guardian en septembre 2021. Ils sont nommés « groupe océanien à succès » et « groupe international à succès » aux Global Metal Apocalypse Awards de 2021, ils terminent respectivement 3e et 4e. En 2023, la chanson Kai Tangata (de Tū) devient le thème du catcheur professionnel né en Nouvelle-Zélande, Henare.

## Albums
Alien Weaponry aublie son premier EP The Zego Sessions en août 2014 et commence à travailler sur son premier album aux Roundhead Studios de Neil Finn à Auckland avec le producteur de disques Tom Larkin en septembre 2015,,. En novembre 2016, Alien Weaponry publie son single et son clip vidéo pour Urutaa en tant que première offre de leur prochain album. En février 2017, ils sortent leur deuxième single Raupatu et en juillet 2017, ils sortent Rū Ana Te Whenua.
En janvier 2018, le groupe retourne en studio avec le producteur Hammerhead pour continuer à travailler sur leur premier album studio qui comprend certains de leurs plus grands succès, Kai Tangata et Holding My Breath. Le 1er juin 2018, leur album Tū est publié, débutant à la cinquième place du classement des albums néo-zélandais, premier album néo-zélandais de la semaine.
Le 17 septembre 2021, ils sortent leur deuxième album Tangaroa, également produit et mixé par Hammerhead dans leur studio de Waipu, en Nouvelle-Zélande.

## Membres

### Membres actuels

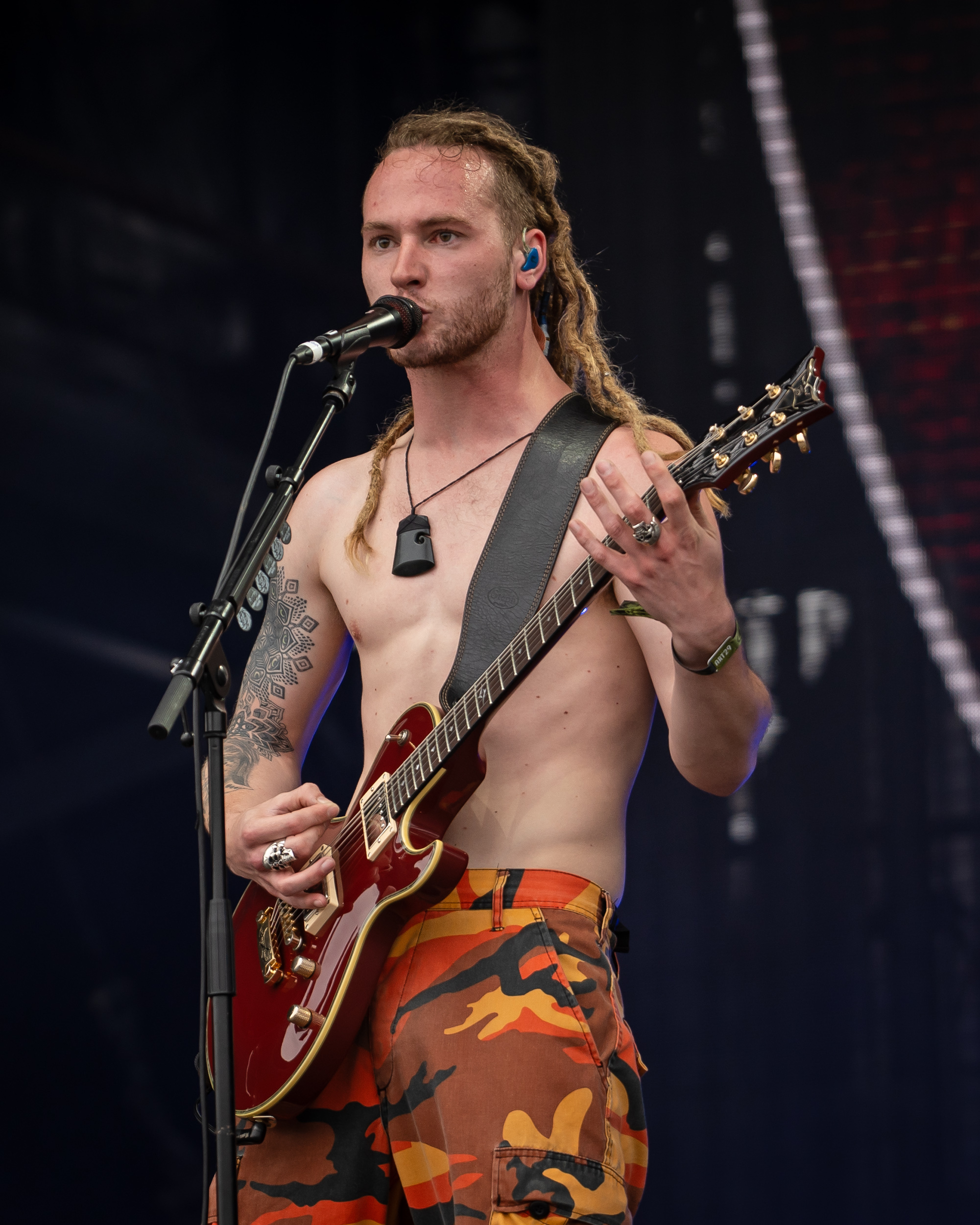
Lewis de Jong au Hellfest 2024

- Henry de Jong - batterie, chœurs (depuis 2010)
- Lewis de Jong - guitares, voix principale (depuis 2010)
- Tūranga Morgan-Edmonds - basse, chœurs (depuis 2020)

### Anciens membres
- Wyatt Channings - basse, chœurs (2012)
- Ethan Trembath - basse, chœurs (2013–2020)

## Discographie

### Albums studio
- 2018 : Tū (Napalm Records) (5e des charts néo-zélandais[23])
- 2021 : Tangaroa (Napalm Records) (19e des charts néo-zélandais
- 2025 : Te rā (Napalm Records)

### EP
- 2014 : The Zego Sessions
- 2016 : Urutaa
- 2017 : Raupatu
- 2017 : Ru Ana Te Whenua
- 2018 : Holding My Breath
- 2019 : Ahi Kā
- 2019 : Blinded